# Domaine de Luchin
Le domaine de Luchin est un domaine de 43 hectares abritant le siège du LOSC, le club de football professionnel de Lille, son centre d'entrainement et son centre de formation. Il est situé sur la commune de Camphin-en-Pévèle, à une quinzaine de kilomètres à l'est de Lille. Il a été inauguré en septembre 2007.

## Histoire
Le cœur du site est un bâtiment du XIXe siècle, entouré de vastes terrains, constitué d’une ferme carrée, typique des fermes flamandes qu’on trouve dans le secteur. Ancienne propriété des comtes de Luyne, elle n’a changé de propriétaires que dans les années 1930.
Lorsque le LOSC l’a racheté, le lieu se dégradait lentement mais sûrement depuis quelques années. Laissé à l’abandon, ses toitures béantes laissaient entrer les pluies, les fenêtres étaient brisées, les murs tagués et les portes défoncées… L’endroit servait de décharge sauvage où l’on retrouvait même des carcasses rouillées de voitures. Le domaine subit trois tentatives d’incendie criminel en 2002, suivi d'un dernier incendie criminel peu après que le LOSC a annoncé son intérêt pour le lieu en avril 2003, incendie qui détruisit 200 m2 de toiture ainsi que le corps de ferme représentant un huitième de la propriété.
Lorsque le LOSC rachète Luchin, son objectif est de regrouper au même endroit le lieu d'entrainement et de soins du groupe professionnel, le centre de formation et les  services administratifs, chacun ayant son espace propre au sein du domaine. Jusque-là, chaque composante était dispersée avec le groupe professionnel au stade Grimonprez-Jooris, les services administratifs au centre Vauban à Lille et le centre de formation réparti lui entre le Stadium Nord Lille Métropole à Villeneuve-d'Ascq pour les matchs, Wattignies pour l’hébergement des jeunes en formation et Lambersart pour leur scolarité. Lors de son inauguration, le domaine de Luchin accueille ainsi près de 200 salariés du club.
Le centre de formation de Luchin s'inscrit dans une politique volontariste qui avait notamment déjà permis l'établissement d'une première structure à Villeneuve d'Ascq. Cette politique a permis l'avènement du centre de formation en catégorie 1 dans les années qui ont suivi.
Par ailleurs, Luchin se veut un site ouvert, avec la présence notamment d'un restaurant ainsi qu'un centre de remise en forme, l'idée étant que les supporters ne viennent pas seulement à Luchin pour voir l'entraînement des joueurs professionnels.

## Localisation
La commune de Camphin-en-Pévèle se situe dans le Pévèle (partie de la Flandre romane) à 17 km à l'est de Lille,  limitrophe de la Belgique (Tournai se situe à moins de 10 km à l'est). L'accès en voiture se fait par l'autoroute A27 direction Bruxelles, sortie « Baisieux ».
Le domaine de Luchin se trouve à moins d'un kilomètre au nord-ouest du centre du village.

## Le pôle club
Dans des emplacements proches mais distincts, se trouvent :
- le siège du club (1 700 m2) regroupant toutes les activités administratives. Il accueille aussi une salle de presse équipée de deux douzaines de sièges avec écran plat, un studio de télévision multi fonctionnel et une salle de montage pour l'équipe de reporters d’images de la LOSC TV ;

- le centre de formation (2 850 m2) doté notamment d’un amphithéâtre de cent places et équipé de trois terrains de football (deux en gazons naturel, un en gazon synthétique).

Dans le courant du mois d'août 2007, il a accueilli ses 24 premiers pensionnaires. Chacun d'eux, et c'est unique en France, dispose de sa propre chambre individuelle (il y en a 26… Plus deux chambres doubles) avec salle de bain personnelle. D'une surface de 14 m2, le joueur dispose d'un lit, d'un bureau et d'espaces de rangement personnel.
En plus de leur chambre, les jeunes peuvent aussi se détendre dans une salle télé, un salon de lecture ou bien encore dans une salle de jeu (jeu de société, fléchettes, baby-foot, Air Hockey, Console de jeux vidéo…)
Une équipe pédagogique de 30 personnes (un psychologue du sport, un staff médical attitré, un professeur pour six stagiaires en moyenne, un entraîneur pour dix joueurs et six « accompagnateurs de vie ».) veillent sur les jeunes pousses : elle dispose de six salles de cours, ce qui permet un effectif de cinq à dix élèves par classe. Une journée type se compose le matin de 2 h de cours et 2 h de foot. Idem l’après-midi. (le mercredi après-midi et le samedi sont consacrés à des activités (hors foot) en dehors de Luchin) 
Labellisé « centre de catégorie 1 », la plus haute catégorie des centres de formation en France, le LOSC occupe au classement 2009 des centres de formation établi par la LFP, la 15e place (sur 32 clubs classés) perdant trois places au classement par rapport à 2008. En 2007, il s'était classé 5e sur 32 clubs. Cette forte chute s'explique par les nouvelles méthodes de calcul des points, moins favorable au LOSC.
- le bâtiment des professionnels (700 m2) avec vestiaires, musculation, sauna, bains de récupération, jacuzzi… Les joueurs professionnels disposent d’une plaine de jeu en gazon naturel et d’un terrain synthétique avec un projet de couverture pour ce dernier[11] ;
- un terrain d'honneur, réservé aux entraînements publics de l'équipe première ainsi que pour les matchs de l'équipe féminine ;
- un terrain synthétique totalement clôturé et baptisé par le club, la « fosse aux gardiens ». Le revêtement synthétique leur permet de s’entraîner sans user prématurément le sol entourant le but ;
- un chemin VTT et quatre couloir d'athlétismes ;
- un parcours de footing qui serpente au sein du domaine avec l'aménagement d'une butte dite « force - vitesse » qui comprend une première butte ayant une pente de 8 % sur 25 mètres, suivi d'un plat de dix mètres puis une nouvelle pente, toujours de 25 mètres, mais cette fois de 10 %. Cette piste inclinée peut aussi être utilisée en descente pour apprendre à mieux gérer la « survitesse ». L'ancien entraîneur de Lille lors de l'aménagement du domaine, Claude Puel a indiqué avoir déjà monté ce genre de butte à Monaco et en avoir aperçu une, mais en bois, sous les tribune du Stadio Comunale, l'ancien stade de la Juventus[12].

À l'issue de la « butte force - vitesse », se trouve une « piste finlandaise » longue de trois kilomètres. Une portion de 800 m, dessinée en S, est entièrement dans le champ de vision des techniciens. Cela permet plus particulièrement des exercices fractionnés. Les pistes finlandaises sont des pistes constituées d’écorce de pin(ce qui permet de ne  pas fatiguer les tendons et les mollets). Cette piste finlandaise est aussi un aménagement voulu par Claude Puel qui l'avait découverte à l'Office fédéral du sport de Macolin en Suisse
Il n'existe pas à Luchin de terrain d'entrainement sous dôme. Aussi, lorsque la région connait des épisodes neigeux important, l'équipe se replie au Stade Pierre-Mauroy (où elle joue ses matchs) qui grâce à son toit rétractable, permet des entraînements même dans des conditions météorologiques difficiles.
- Un restaurant d'entreprise qui est géré par 5 salariés de Sodexo et peut accueillir jusqu’à 110 personnes.

## Les services annexes offerts au public
Les travaux s’effectuant sur deux tranches, cette partie du projet n’en est qu’à l’état embryonnaire. On sait toutefois que le LOSC a choisi de les confier à des concessionnaires.
À ce sujet le président Seydoux a indiqué à l'époque de l'inauguration : « Je ne suis pas pressé, ce n’est pas une priorité. Il y a des possibilités et on va y réfléchir. Mais, pour moi, c’est accessoire. Les investisseurs intéressés attendaient déjà de voir le projet phare émerger avant de se pencher sur un projet parallèle. » 
Ces services comprennent :
- un restaurant panoramique (60 couverts) sur une tribune avec vue sur le terrain d'honneur et une boutique ;
- un hôtel de 26 chambres (pour les mises au vert et une clientèle extérieure si disponibilité) ;
- des salles de réception ;
- une unité de soins (hydrothérapie, kinésithérapie, rééducation et remise en forme)[16].

Il existe dès à présent un amphithéâtre de 100 places jouxtant des salles de réunion. Un service de restauration y est également possible.

## Coût du projet
Lors de la pose de la première pierre en septembre 2006 le président Michel Seydoux a indiqué que le coût des travaux, que le LOSC a financé seul, s’élevait à 19 millions d'euros dont 5 millions de fonds propres. Une filiale, propriété à 99,9 % du LOSC, a été créée pour le financement totalement privé sous forme d'un emprunt et c'est cette société qui loue la structure au club, a précisé Michel. Seydoux.
Pour les terrains, achetés dans le courant de l’été 2003, le LOSC aurait déboursé 600 000 euros

## Historique du projet
- Avril 2003 : le LOSC, à la recherche depuis quelque temps d'un lieu pour accueillir son "centre de vie" indique avoir achevé son étude de faisabilité pour le domaine de Luchin. Mené en collaboration avec l'architecte Pierre-Louis Carlier, cette étude se révèle concluante.
- 18 mai 2003 : inauguration de la boutique - billetterie dans le centre-ville de Lille, rue de Béthune. Avec le déménagement à Luchin et la fermeture de la boutique de Grimonprez-Jooris (15 mai 2004), c'est désormais le seul lieu où le club est présent sur la ville de Lille même.
- 11 septembre 2003 : lors d’une conférence de presse, à laquelle étaient conviés les élus locaux, le LOSC présente l’état d’avancement du projet et confie être désormais propriétaire des lieux.
- Avril 2003-Avril 2004 : modification du plan d'occupation des sols et autres opérations administratives.
- 7 avril 2004 : les dirigeants du LOSC rencontrent  les représentants de la ville de Lille, Pierre de Saintignon, et de LMCU, Michelle Demessine, pour leur annoncer le lancement des aménagements du domaine de Luchin. Les premiers travaux, qui débutent dans la foulée, concernent la réalisation du terrain honneur (105 × 68 m de surface de jeu). Fait à base de substrat reconstitué, il a nécessité un déplacement de 10 000 m3 de terre soit 900 mouvements de camions et bénéficie des dernières techniques en matière de drainage avec contrôle de la pluviométrie[19]. Un deuxième terrain, une plaine d'entraînement, situé juste à côté, est réalisé simultanément. Les joueurs professionnels pourront ainsi alterner leurs activités entre ces deux surfaces. Les premiers entraînements auront lieu au stade municipal de Luchin, les nouveaux terrains n’étant praticables qu’au retour du stage de l'équipe à Autrans en Isère (12 juillet 2004). Le domaine ayant besoin d’être sécurisé, les premiers entraînements ouverts au public ne seront possibles qu’à partir d’août 2004[20].
- 26 juin 2004 : L’équipe professionnelle du LOSC rejoint Luchin. Elle occupe des préfabriqués en attendant la livraison des bâtiments
- premier trimestre 2005 : arrivée des services administratifs à Luchin
- Été 2005 : l’équipe Latour-Salier Delemazure est choisie parmi les quatre cabinets ayant présenté un projet pour la maîtrise d’ouvrage.
- Fin 2005 : le plan local d’urbanisme est modifié à son tour.
- 1er trimestre 2006 : remise en état écologique et environnementale du domaine (abattage des arbres dangereux et en fin de vie, nouvelles plantations, curage des étangs…).
- Mars - avril 2006 : déblayage et préparation de chantier.
- 5 mai 2006 : après appel d’offres, toutes les entreprises impliquées dans la construction du Domaine ont reçu leur ordre de mission.
- 13 mai 2006 : dépôt du permis de construire.
- 5 septembre 2006 : pose de la première pierre par le président Seydoux[21]
- Septembre - Octobre 2006 : semis des pelouses sportives.
- Juin 2006 – septembre 2007 : phase principale de la rénovation consacrée aux bâtiments principaux. Les entraînements sont fermés au public (mais restent ouverts pour la presse).
- 30 juillet 2007 : Dd retour du 2e stage de préparation au Touquet (22-28 juillet) le groupe professionnel prend possession de ses locaux.
- 16 août 2007 : le centre de formation intègre Luchin, création d'un groupe « Élite » (jeunes professionnels + meilleurs 18 ans) au sein de la formation.
- Fin août 2007 : Épure Design, l'agence chargée de l'identité de marque du groupe Publicis Hourra !, est retenue à l'issue d'une compétition, pour la construction de l'image de marque du domaine de Luchin. Le parti pris créatif d'Épure Design a été de travailler l'identité « comme une invitation à pénétrer avec émotion dans ce lieu atypique ». Il présente le domaine de Luchin une ferme carrée du Nord de la France dont l'architecture allie tradition et modernité, au cœur d'un écrin de nature.
- 13 septembre 2007 : inauguration officielle du domaine par Michel Seydoux, le président de la Ligue Frédéric Thiriez, le président de la fédération française de football Jean-Pierre Escalettes et le président du LOSC Lille Métropole association (la partie amateur du club) Patrick Robert
- 15 novembre 2007 : les travaux nécessaires à l’accueil et à la sécurité des supporters - notamment au niveau des parkings - étant terminés, les entraînements sont rouverts au public
- 16 juin 2011 : installation du Dogue de bronze dans la cour du domaine. Cette sculpture représente un dogue (emblème du club) de 2,44 mètres de haut pour 500 kilos[22].
- 9 juillet 2012 : Le  club belge du Royal Mouscron-Peruwelz s'installe au domaine de Luchin pour ses entraînements. les joueurs du RMP y disposent de leurs installations propres et de leur terrain, non loin de celui l'équipe réserve du LOSC. En attendant, une construction en dur pour y loger bureaux et vestiaires, des porta cabines ont été installés au centre d'entraînement sur une surface de 250 m2. À terme, 400 m2 seront dédiés aux installations du RMP[23]. Hormis la séance du mercredi qui se déroule au Canonnier, le stade du RMP, le reste de la semaine se passe désormais à Luchin où le RMP peut ainsi profiter des installations et du personnel du club Nordiste [24]
- 19 novembre 2012 - 3 octobre 2013[25] : construction d’une tribune couverte de 500 places autour du terrain d’honneur du domaine. Le boisé, une couleur naturelle, a été sélectionné pour être en adéquation avec le domaine. L’ensemble sera ainsi recouvert de mélèze, à la fois sur les faces extérieures et sur les gradins qui seront en lamellé collé. On retrouvera ainsi une ambiance 100% bois[26]. Sous la tribune, on retrouve trois grands vestiaires (locaux, visiteurs et arbitres), une salle antidopage, des sanitaires, des locaux administratifs pour l'association du LOSC et pour le Royal Mouscron-Peruwelz ainsi qu’un espace réceptif de type club house. Les quatre grands projecteurs installés autour de la pelouse permettent également d’homologuer ce nouveau bâtiment pour l’organisation de compétitions ou des rencontres de CFA (Championnat de France de football de National 2)[27]. Des aménagements plus spécifiques, comme des salles de musculation et de kinésithérapie ont également été imaginés. Pendant les travaux, les entraînements sont fermés au public, des entraînements publics seront toutefois exceptionnellement programmés[28].
- Fin avril - 19 juin 2017 : À son arrivée comme entraîneur du Losc[29], Marcelo Bielsa désire pouvoir organiser des mises au vert et des stages au sein même du domaine  et souhaite que ses joueurs puissent rester sur place sans avoir à repasser chez eux entre les entraînements du matin et de l'après-midi. Pour ce faire, des travaux préalables de terrassement débutent à la fin avril 2017 afin d'être disponible pour la reprise de l'entrainement le 19 juin 2017. Les aménagements comprennent des chambres individuelles préfabriquées (11 chambres doubles et 19 simples[30]), un restaurant avec cuisine neuve intégrée, une salle de détente avec un billard et une zone de relaxation et même un mini-golf.